# دورا ون در گرون
دورا ون در گرون (انگلیسی: Dora van der Groen; ۱۰ مارس ۱۹۲۷ – ۸ نوامبر ۲۰۱۵) بازیگر تلویزیون، بازیگر سینما، کارگردان نمایش، کارگردان فیلم، استاد دانشگاه، و بازیگر تئاتر اهل بلژیک بود.
از فیلم‌ها یا برنامه‌های تلویزیونی که وی در آنها نقش داشته‌است می‌توان به آنتونیا اشاره کرد.